# Kieran McKenna
Kieran McKenna (Londres, Inglaterra; 14 de mayo de 1986) es un exjugador y entrenador de fútbol británico, de ascendencia norirlandés. Actualmente dirige al Ipswich Town de la EFL Championship de Inglaterra.

## Trayectoria

### Como jugador
McKenna pasó por la cantera del Tottenham Hotspur, aunque puso fin a su carrera como jugador en 2009 debido a una lesión en la cadera que lo obligó a pasar por dos años de rehabilitación y sufrir dos operaciones antes de confirmar su decisión de retirarse.Antes de unirse al club londinense, jugó para el Enniskillen Town United y el Ballinamallard United.

### Como entrenador

#### Inicios
Después de retirarse del juego, McKenna comenzó su carrera como entrenador mientras estudiaba Ciencias del Deporte en la Universidad de Loughborough. Durante su tiempo de estudio, pasó un tiempo como entrenador juvenil en el Tottenham Hotspur, Leicester City y Nottingham Forest. También pasó dos meses con el Vancouver Whitecaps como entrenador invitado al final de su primer año académico. Al graduarse de la Universidad, McKenna fue contratado como Jefe de Análisis de Rendimiento Académico en el Tottenham.
Desde entonces, McKenna ha revelado que estuvo a punto de unirse al cuerpo técnico de la academia del Liverpool, del cual habría sucedido a Alex Inglethorpe, quien fue ascendido como director de la academia, sin embargo, decidió quedarse en el Tottenham.Después de un período entrenando a una variedad de grupos de edad dentro de la configuración de la Tottenham Academy, McKenna fue puesto a cargo del equipo sub-18.
Durante su mandato en Tottenham, McKenna guio al equipo sub-18 a la semifinal de la FA Youth Cup en 2015.En junio de 2016, decidió marcharse del club londinense para ocupar el mismo papel en el Manchester United.En su segunda temporada a cargo, McKenna logró al título de la Premier League Northern Division.
El 1 de julio de 2018, junto con Michael Carrick, McKenna fue ascendido al cuerpo técnico del primer equipo y reemplazó a Rui Faria como asistente de José Mourinho, antes de la temporada 2018-19 de la Premier League.

#### Ipswich Town
El 16 de diciembre de 2021, McKenna fue nombrado entrenador del Ipswich Town, firmando un contrato de tres años y medio.Al final de la temporada, terminó en el puesto N°11 de la League One, luego de vencer 4-0 al Charlton Athletic en la última jornada.
En su segunda temporada, el club terminaría en el segundo lugar en la League One y obtendría el ascenso al EFL Championship, luego de una racha invicta de 19 encuentros.Al final de la temporada 2022-23, McKenna firmó un nuevo contrato de cuatro años, extendiendo su estadía en Portman Road hasta 2027.En mayo de 2024, obtuvo el ascenso a la Premier League luego de derrotar al Huddersfield Town en la última jornada. Sin embargo, después de pasar la mayor parte de la temporada en la zona baja, se confirmó su descenso a la segunda categoría del fútbol inglés tras una derrota ante el Newcastle United en abril de 2025.

## Estadísticas como entrenador
| Equipo                  | Div.  | Temporada | Liga  | Liga | Liga | Liga | Liga |       | Copa | Copa | Copa | Copa  |   | Internacional | Internacional | Internacional | Internacional | Internacional |   | Otros | Otros | Otros | Otros |    | Totales     | Totales | Totales | Totales | Totales | Totales | Totales | Totales |
| Equipo                  | Div.  | Temporada | Part. | G    | E    | P    | Pos. | Part. | G    | E    | P    | Part. | G | E             | P             | Pos.          | Part.         | G             | E | P     | Part. | G     | E     | P  | Rendimiento | GF      | GC      | Dif.    |         |         |         |         |
| ----------------------- | ----- | --------- | ----- | ---- | ---- | ---- | ---- | ----- | ---- | ---- | ---- | ----- | - | ------------- | ------------- | ------------- | ------------- | ------------- | - | ----- | ----- | ----- | ----- | -- | ----------- | ------- | ------- | ------- | ------- | ------- | ------- | ------- |
| Ipswich Town Inglaterra | 3.ª   | 2021-22   | 23    | 11   | 8    | 4    | 11.º | -     | -    | -    | -    | -     | - | -             | -             | -             | -             | -             | - | -     | 23    | 11    | 8     | 4  | 59.42%      | 29      | 12      | +17     |         |         |         |         |
| Ipswich Town Inglaterra | 3.ª   | 2022-23   | 46    | 28   | 14   | 4    | 2.º  | 6     | 3    | 1    | 2    | -     | - | -             | -             | -             | 4             | 2             | 0 | 2     | 56    | 33    | 15    | 8  | 67.86%      | 121     | 42      | +79     |         |         |         |         |
| Ipswich Town Inglaterra | 2.ª   | 2023-24   | 46    | 28   | 12   | 6    | 2.º  | 6     | 3    | 1    | 2    | -     | - | -             | -             | -             | -             | -             | - | -     | 52    | 31    | 13    | 8  | 67.95%      | 104     | 67      | +37     |         |         |         |         |
| Ipswich Town Inglaterra | 1.ª   | 2024-25   | 38    | 4    | 10   | 24   | 19.º | 4     | 2    | 2    | 0    | -     | - | -             | -             | -             | -             | -             | - | -     | 42    | 6     | 12    | 24 | 23.81%      | 46      | 86      | -40     |         |         |         |         |
| Ipswich Town Inglaterra | 2.ª   | 2025-26   | 2     | 0    | 2    | 0    | -    | 1     | 0    | 1    | 0    | -     | - | -             | -             | -             | -             | -             | - | -     | 3     | 0     | 3     | 0  | 33.33%      | 3       | 3       | +0      |         |         |         |         |
| Ipswich Town Inglaterra | Total | Total     | 155   | 71   | 46   | 38   | -    | 17    | 8    | 5    | 4    | -     | - | -             | -             | -             | 4             | 2             | 0 | 2     | 176   | 81    | 51    | 44 | 55.68%      | 303     | 210     | +93     |         |         |         |         |
| 1. 2.                   |       |           |       |      |      |      |      |       |      |      |      |       |   |               |               |               |               |               |   |       |       |       |       |    |             |         |         |         |         |         |         |         |

#### Resumen por competiciones
| Competición      | Partidos | Ganados | Empatados | Perdidos | %      | Resultado     |
| ---------------- | -------- | ------- | --------- | -------- | ------ | ------------- |
| EFL League One   | 69       | 39      | 22        | 8        | 67.15% | Subcampeón    |
| EFL Championship | 48       | 28      | 14        | 6        | 68.05% | Subcampeón    |
| Premier League   | 38       | 4       | 10        | 24       | 19.3%  | 19.º lugar    |
| FA Cup           | 10       | 6       | 2         | 2        | 66.67% | Cuarta ronda  |
| EFL Cup          | 7        | 2       | 3         | 2        | 42.86% | Cuarta ronda  |
| EFL Trophy       | 4        | 2       | 0         | 2        | 50%    | Segunda ronda |
| TOTAL            | 176      | 81      | 51        | 44       | 55.68% | Sin Títulos   |